# Nenad Živković
Nenad Živković (ur. 10 marca 1989 w Belgradzie) – serbski piłkarz występujący na pozycji napastnika.

## Kariera piłkarska
Od 2007 roku występował w Teleoptik, Palilulac Beograd, Srem Sremska Mitrovica, BSK Borča, FK Kolubara, FK Bežanija, Jedinstvo Putevi, Sinđelić Belgrad i Kagoshima United FC.